# Drop (Einheit)
Drop, der Tropfen, war eine schottische Maßeinheit der Masse und bis 1826 im Gebrauch. Das Maß wurde nach dem alten schottischen Troy-Gewicht gerechnet. 
- 1 Drop = 1/16 Ounce/Unze = 1/256 Pound/Pfund = 1,9237 Gramm